# 'Ali 'Abd Allah Saleh
ʿAlī ʿAbd Allāh Ṣāleḥ (in arabo  علي عبد الله صالح‎?; al-Ahmar, 21 marzo 1942 – Sana'a, 4 dicembre 2017) è stato un politico e militare yemenita.
Primo presidente e dittatore dello Yemen (dal 22 maggio 1990 al 27 febbraio 2012), ha ricoperto il ruolo di presidente dello Yemen del Nord tra il 1978 ed il 1990, quando quest'ultimo si fuse con lo Yemen del Sud per dar vita allo Yemen moderno. Fu ucciso il 4 dicembre 2017 dalle milizie ribelli Huthi, nell'ambito della guerra civile dello Yemen.

## Biografia

### La cessione del potere
In seguito alle rivolte e ai disordini che si sono scatenati in Yemen dall'inizio del 2011, ʿAlī ʿAbd Allāh Ṣāleḥ ha affermato che avrebbe mantenuto la sua carica fino al 2013, anno in cui era prevista la fine del suo mandato. Dal momento che le manifestazioni d'insofferenza verso la sua lunga dittatura proseguivano con un pericoloso crescendo, ʿAlī ʿAbd Allāh Ṣāleḥ ha promesso il 10 marzo 2011 che sarebbe stata promulgata una nuova costituzione e che sarebbero state indette delle elezioni per l'inizio del 2010.
Il 20 marzo 2011 il presidente ha dimesso il suo governo e il 23 marzo propone un referendum costituzionale, elezioni legislative e presidenziali prima della fine del 2011.
Il 23 aprile 2011 ha accettato il compromesso proposto dal Consiglio di Cooperazione del Golfo, che prevede che egli lasci il potere dopo trenta giorni di transizione, in cui il presidente avrebbe dovuto trasmettere il potere al vicepresidente, in cambio della immunità.
Il 27 febbraio 2012 ha formalmente ceduto il potere al suo ex vice, Abed Rabbo Mansour Hadi.

### L'attentato del 2011
Il 3 giugno 2011 Saleh viene gravemente ferito a seguito di un attacco al compound presidenziale condotto con lanciarazzi RPG. L'attacco provoca 4 morti tra le sue guardie del corpo e il ferimento del primo ministro, del vice-primo ministro e del governatore di Ṣanʿāʾ. Anche il portavoce di Saleh – si afferma – sarebbe morto nell'attentato. Saleh per canto suo patisce gravi ustioni e ferite, ma sopravvive, come confermato da un comunicato radio in cui il presidente condanna l'accaduto, ma in cui la sua difficoltà di eloquio rivela chiaramente la gravità delle ferite subite.
Funzionari del governo tentano di minimizzare l'attacco, dicendo che era stato di poco conto ma il giorno dopo Saleh è costretto a volare in Arabia Saudita per essere ricoverato in un ospedale attrezzato a curare le sue ferite. Secondo funzionari governativi statunitensi, Saleh avrebbe avuto un polmone collassato e avrebbe sofferto ustioni sul 40% del corpo. Un funzionario saudita disse che il Presidente yemenita aveva subito due operazioni: una per rimuovere le schegge del proiettile di un lanciarazzi e una, di tipo neurochirurgica al collo.
La voce diffusa alle ore 14 del 3 giugno 2011 da Al Jazeera circa la morte del politico yemenita viene quindi smentita e il giovedì 7 luglio Al Jazeera manda in onda una nuova intervista del presidente yemenita, il quale compare dimagrito e dall'aspetto sofferente. L'intervista mette in mostra il permanere di difficoltà di eloquio da parte del presidente yemenita.
L'8 ottobre 2011, poco dopo essere rientrato in patria, ʿAlī ʿAbd Allāh Ṣāleḥ annuncia il suo imminente abbandono del paese pur restandovi fino alle dimissioni del 27 febbraio 2012.

### L'assassinio
Viene ucciso il 4 dicembre 2017 da un cecchino durante un tentativo di fuga dalla città di Sana'a. L'assassinio è stato rivendicato da ribelli Huthi, con cui l'ex leader era alleato sino alla settimana precedente.